# Canal 4 Castilla y León
Canal 4 Castilla y León fue un canal privado de televisión de la comunidad autónoma de Castilla y León (España) gestionado por Promecal hasta 2009.
Como sociedad inversora en medios audiovisuales en Castilla y León de Promecal, es  propietario de un 50% de Radio Televisión de Castilla y León. La Junta de Castilla y León concedió en 2009 la licencia de Televisión Digital Terrestre de cobertura autonómica (regional) consistente en dos canales digitales a esta sociedad. Mientras se produce el apagón analógico en España, la sociedad mantuvo sus emisiones analógicas hasta el fin de éstas utilizando la frecuencia de Canal 4 para CYLTV en unas provincias y La 8 en otras (desde el 9 de marzo de 2009), y la de las antiguas televisiones locales de Televisión Castilla y León (propietaria del 50% restante de Radio Televisión Castilla y León) para la señal de CYLTV en unas provincias y La 8 en otras.

## Propiedad de Promecal
Canal 4 Castilla y León forma parte de Promecal, propietaria de periódicos, agencias de comunicación, radio y de Canal 6 Navarra o La Tribuna Televisión.

## Delegaciones
La cadena contaba con emisoras en Ávila (Canal 4 Ávila), Burgos (Canal 4 Burgos), León (Canal 4 León), Miranda de Ebro (Canal 4 Miranda), Palencia (Canal 4 Palencia), Ponferrada (Canal 4 Bierzo), Aranda de Duero (Canal 4 Ribera), Salamanca (Canal 4 Salamanca]), Soria (Canal 4 Soria), Segovia (Canal 4 Segovia), Valladolid (Canal 4 Valladolid) y Zamora (Canal 4 Zamora). Algunas han desaparecido y otras han pasado a formar parte de CYL8.

## Entrada en Radiotelevisión Castilla y León
La Junta de Castilla y León sacó a concurso la adjudicación de dos canales autonómicos de TDT. La empresa ganadora fue Radio Televisión de Castilla y León, la cual, el 2 de febrero de 2009, empezó las emisiones en pruebas de la programación conjunta de las dos cadenas. La programación conjunta era una parte de la transición entre las empresas que en ese momento emitían programación autonómica (Televisión Castilla y León y Canal 4 Castilla y León) y Radio Televisión Castilla y León que consistía en la emisión de algunos programas en las dos cadenas, aunque no simultáneamente. Los momentos en que esto ocurra compartirán mosca televisiva los dos canales. Dicha mosca es la unión de los logotipos de Canal 4 Castilla y León y Televisión Castilla y León. 
Las emisiones en pruebas de RTVCyL con sus 2 canales CyLTV y La 8 empezaron el 2 de marzo de 2009, coincidiendo con el 25º Aniversario del Estatuto de Autonomía Castellano y Leonés. Las emisiones regulares comenzaron el 9 de marzo de 2009.